# 黑背西鯡
黑背西鯡為輻鰭魚綱鲱形目鲱科的其中一種，分布於黑海及亞速海地區的淡水、半鹹水及鹹水域，棲息深度可達85公尺，體長可達52公分，棲息在沿海、河口區、溪流，為洄游性魚類，屬肉食性，以小魚、甲殼類、昆蟲等為食，可做為食用魚。

## 擴展閱讀
維基物種上的相關：黑背西鯡